# Antonin Lévy
Pour les articles homonymes, voir Lévy.
Antonin-Balthazar Lévy, né le 8 décembre 1980 à Paris, est un avocat français ayant prêté serment le 30 novembre 2005.

## Biographie

### Famille
Fils de Bernard-Henri Lévy et de sa seconde épouse Sylvie Bouscasse, Antonin Lévy naît en décembre 1980 à Paris.

### Formation
Il est ancien élève du lycée Fénelon, diplômé de l'Institut d'études politiques de Paris (promotion 2002),, et titulaire d'un diplôme d'études supérieures spécialisées en droit et économie de l'université Paris-I (2003), d'un General Studies degree de l'université de New York (2004), et d'un diplôme d'études approfondies en droit privé de l'université Paris-II (2005). Il s'inscrit au barreau de Paris.

### Carrière
Antonin Lévy défend la compagnie Continental Airlines lors de l'accident du vol 4590 Air France à bord du Concorde en 2000.
Il entre en 2007 au cabinet de Jean-Michel Darrois, où il se spécialise dans les fusions-acquisitions  : Pernod Ricard, Alcatel Lucent, BPCE, Natixis... Il y sympathise avec François Sureau, alors associé du cabinet. En 2011, il devient associé au cabinet d'Olivier Metzner. À la mort de ce dernier, en 2013, il disperse ses cendres avec François Sureau.
Il assiste la défense de Manuel Noriega, lors de son procès en France au début des années 2010.
En 2013, il obtient pour Rama Yade, devant le tribunal de Nanterre, la relaxe des chefs d'accusation de faux et usage de faux, inscription et tentative d'inscription indue sur la liste électorale de Colombes.
Il devient ensuite l'avocat de François Fillon, après l'avoir rencontré en 2012 et le défend depuis 2017 dans l'affaire Fillon.
Il défend en 2018 Bertrand Cantat dans le cadre du décès de son ancienne compagne.
Inscrit aux barreaux de Paris et de New York, il est l'un des associés du cabinet Hogan Lovells jusqu'à la création de son cabinet Antonin Lévy & Associés en 2019, s'associant avec l'avocate Ophélia Claude. Le cabinet est spécialisé en conformité et enquête interne ainsi qu’en conseil et contentieux pénal des affaires. Depuis 2025, il est associé au sein du cabinet d'avocats international américain Paul, Hastings, Janofsky & Walker.